# Zombieland: Double Tap
Zombieland: Double Tap er en amerikansk film fra 2019 og den blev instrueret af Ruben Fleischer.

## Medvirkende
- Woody Harrelson som Tallahassee
- Jesse Eisenberg som Columbus
- Abigail Breslin som Little Rock
- Emma Stone som Wichita
- Zoey Deutch som Madison
- Thomas Middleditch som "Poor Man's Jesse Eisenberg"
- Bill Murray som Sig selv/Garfield